# OLYMP Centrum sportu Ministerstva vnitra
OLYMP Centrum sportu Ministerstva vnitra (zkratka OLYMP CS MV) je organizační složka státu, která má za úkol zabezpečení přípravy sportovců ke státní sportovní reprezentaci a je jedno ze tří resortních sportovních center v České republice (dalšími je Armádní sportovní centrum DUKLA a Vysokoškolské sportovní centrum MŠMT ČR).
Olymp byl založen 1. ledna 2009 jako Centrum sportu Ministerstva vnitra. Dne 1. ledna 2017 se součástí názvu stal „Olymp“.
Objekty a areály Olympu:
- Praha-Stromovka (ředitelství, zdravotnické zabezpečení, atletika, tenis, vzpírání a různé sportů letní a zimní);[3]
- Praha-Vršovice: Přípotoční ulice (volejbal);
- Praha-Břevnov: plochodrážní stadion Markéta (moto oddělení);[4]
- Ústí nad Labem (box);
- Hradec Králové (cyklistika);
- Brno (plavání);
- Brno-Soběšice: střelnice (broková střelba);
- Plzeň-Lobzy: střelnice (kulová střelba);[5]
- Jablonec nad Nisou: areál Břízky (biatlon).

## Členové
K roku 2023 byli členy Olympu například atleti Petr Svoboda, Filip Sasínek, Michal Desenský, Kristiina Mäki, biatlonisté Markéta Davidová, Jessica Jislová, Lucie Charvátová, Mikuláš Karlík, Michal Krčmář, Adam Václavík, Tereza Vinklárková, Tereza Voborníková, sportovní lezec Adam Ondra, veslařka Lenka Antošová, rychlobruslařky Martina Sáblíková, Nikola Zdráhalová, alpští lyžaři Gabriela Capová, Martina Dubovská, Kryštof Krýzl, skeletonistka Anna Fernstädtová, snowboardistka Šárka Pančochová, sportovní střelec Martin Strnad, silniční cyklista Jan Bárta, tenisté Jiří Lehečka, Linda a Brenda Fruhvirtovy, Lucie Havlíčková, či stolní tenista Lubomír Jančařík.

## Historie sportovního areálu ve Stromovce
Na počátku 50. let 20. století zde bylo hřiště a oválná škvárová dráha o délce 364 metrů. V roce 1953 byla z podnětu Otakara Jandery – „otce“ a zakladatele sportovní školy atletické mládeže v Rudé hvězdě Praha v roce 1952, zahájena výstavba dřevěných domků, běžeckého tunelu a víceúčelové haly. Později přibyly letní šatny a sportovní rota – Ústřední dům Rudých hvězd (ÚDRH) se sportovní rotou ve Stromovce zřídilo Ministerstvo národní bezpečnosti (dnes vnitra) po vzoru ÚDA (Ústředního domu armády) v roce 1953. V roce 1954 začaly vznikat tenisové kurty a venkovní antuková volejbalová hřiště. V letech 1956 až 1957 byla výstavba víceúčelové haly dokončena a byl zahájen provoz (v únoru 1991 halu i podstatnou část běžeckého tunelu zničil požár). V roce 1966 byla dokončena budova sportovní roty a po kolaudaci v říjnu 1967 sloužila sportovcům – vojákům základní vojenské služby. V roce 1975 přibyla nafukovací přetlaková atletická hala s umělým povrchem s vícedráhovou rovinkou, oválem o přibližné délce 196 m a skokanskými sektory, které sloužily do otevření nové atletické haly v roce 1966. V roce 1978 se začala užívat hlavní budova s částmi pro sportovce, administrativu, zdravotní zabezpečení, regeneraci, rehabilitaci, šatny a sociální zázemí. V roce 1988 přibyly venkovní atletický stadion s umělohmotným povrchem s oválem o délce 400 m, skokanskými sektory, travnatým hřištěm, vrhačskou loukou a vzpěračská hala s posilovnou a zázemím. Od roku 1991 se užívají dvě venkovní písková hřiště pro plážový volejbal. V roce 1993 proběhla kolaudace víceúčelové haly s částmi pro míčové sporty, zápasnický sál a zázemím pro atletiku, zápas a tenis. Od roku 1996 až 1997 se součástí sportovního areálu stala moderní atletická hala s umělohmotným povrchem s vícedráhovou rovinkou, oválem o délce 200 m a skokanskými a vrhačskými sektory i objekt původní administrativní budovy „staré mudrovny“, zázemí pro servisní pracovníky „teskáč“ a nafukovací hala na tenisových kurtech. Povodeň na konci léta v roce 2002 zasáhla celý areál a sportovní, administrativní i servisní provoz probíhal v náhradních prostorách. Celkové škody dosáhly 161 miliónu Kč a obnova areálu probíhá do současnosti (rok 2023). V roce 2003 byla zahájena obnova venkovních tenisových a volejbalových kurtů, atletického oválu, vrhačské louky a kurtů pro plážový volejbal. V roce 2004 probíhala v rámci druhé etapy také obnova atletické a vzpěračské haly a  v budově „roty“ vzniklo zázemí pro pracovníky provozu. V letech 2005 až 2006 se obnovy dočkala i víceúčelová haly se zápasnickým sálem a na podzim 2006 byly zprovozněny prostory „vodní“ regenerační části suterénu hlavní budovy. V letech 2007 až 2008 proběhly rekonstrukce ve vzpěračské hale a na tenisových a volejbalových kurtech. Dne 1. ledna 2009 se odbor sportu Ministerstva vnitra transformoval na samostatnou organizační složku státu a vzniklo Centrum sportu Ministerstva vnitra s přetrvávajícím cílem, kterým byla příprava sportovců České republiky na vrcholové mezinárodní soutěže v olympijských sportovních odvětvích a ve vnitřní struktuře vzniklo nové sportovní oddělení tenisu, které bylo do té doby součástí oddělení pro různé sporty. V letech 2009 až 2010 byla zrekonstruována kotelna, začalo zateplování, na venkovní vrhačské louce přibyl sektor hodu kladivem a proběhla instalace nových tribun a elektronické požární signalizace (EPS) v atletické hale, která jako jediná v České republice splňuje kritéria Mezinárodní asociace atletických federací (IAAF). V letech 2011 až 2012 byly podle certifikací Mezinárodní tenisové federace (ITF) dokončeny rekonstrukce antukových tenisových kurtů a ocelové haly se dvěma kruty a povrchem Courtsol, která nahradila přetlakovou halu. Červnová povodeň v roce 2013, menší oproti srpnové v roce 2002, znovu zasáhla areál, způsobila škody a sportovní přípravy se opět přesunuly mimo Stromovku. Na podzim 2013 byly zahájeny stavební práce a atletická hala byla zrekonstruována koncem roku 2013. V letech 2014 až 2015 byl obnoven provoz atletické haly, zrekonstruován povrch víceúčelové haly, opraven suterén 1. patra budovy „roty“ a „domečku“, výměn byl povrch dvou krytých tenisových kurtů a do provozu bylo uvedeno zdravotnické zařízení, rehabilitace i jídelna. V květnu 2015 byla dokončena rekonstrukce tenisových kurtů. Atletická hala byla v plně funkčním provozu pro rok 2015, kdy Praha byla pořadatelem 33. halového mistrovství Evropy v atletice, které proběhlo 5.–8. března 2015 v O2 aréně. V prvním pololetí roku 2015 byla zprovozněna centrální posilovna a dokončen retoping víceúčelové plochy. V roce 2016 byl mezi centrální posilovnou a atletickou halou postaven propojovací tunel, dokončena rekonstrukce zázemí pro atletiku, zrekonstruovány asfaltové plochy v areálu a osvětlení v zápasnické hale. V roce 2017 byl revitalizován travnatý povrch atletického stadionu, provedeno zateplení a výměna střešní krytiny atletické haly, v prosinci dokončeno umělé osvětlení atletického oválu, dokončena ochlazovací lázeň mezi atletickým stadionem a centrální posilovnou a v listopadu zprovozněna nafukovací hala využívaná pro fotbal, nohejbal, tenis a volejbal.